# Into the Night (canção)
"Into the Night" é uma canção de 1980 do cantor pop americano Benny Mardones de seu álbum Never Run, Never Hide. Mardones lançou originalmente "Into the Night" em junho de 1980 e alcançou a posição 11 na Billboard Hot 100 por duas semanas em setembro de 1980, registrando 20 semanas no gráfico antes de cair no final de outubro. Mardones não conseguiu duplicar o sucesso de "Into the Night" e é considerado um One-Hit Wonder. No Brasil, foi a 52ª música mais tocada nas rádios em 1980.
Foi citado como uma das muitas músicas problemáticas que homens adultos escreveram e tocaram sobre querer fazer sexo com adolescentes.

## Controvérsias
Junto com músicas como "Good Morning, Little School Girl" interpretada pelo Grateful Dead, "Sweet Little Sixteen" de Chuck Berry, "Young Girl" de Gary Puckett & the Union Gap, "Christine Sixteen" do Kiss e "Jailbait" por Ted Nugent, "Into the Night" centra o olhar de homens adultos que procuram sexo com mulheres jovens na adolescência. Nessas canções, onde "jovens adolescentes são consideradas objetos sexuais apropriados", os homens descrevem fantasias de estupro estatutário.
A linha de abertura de "Into the Night" é: "She's just sixteen years old. Leave her alone, they say" (tradução: "Ela tem apenas 16 anos. Deixe-a em paz, eles dizem"). A música é cantada da perspectiva do homem adulto, e os ouvintes devem simpatizar com seu ponto de vista. Alguns argumentam que, ao normalizar o olhar masculino nas meninas, essa música faz parte da cultura do estupro, na qual o desejo dos homens de exercer poder por meio da coerção sexual parece normal e apropriado.

## Videoclipe
Benny fez um videoclipe para a música, mas, como antecedeu a MTV em um ano, não foi amplamente divulgado.
O vídeo começa com Mardones andando por uma rua e se aproximando de uma casa. A música toca sobre o vídeo, e a letra serve como monólogo de Mardones. Ele é recebido na porta por um homem barbudo que lhe diz: "Ela tem apenas 16 anos. Deixe-a em paz." Benny sai e anda até os fundos da casa, espiando pela janela uma jovem sentada em seu quarto carrancuda. O vídeo então corta para ele em um telefone público, falando com a garota do outro lado da linha e declarando seu amor. O vídeo corta novamente para ele voltando para a casa da garota, carregando um tapete enrolado. Ele rasteja pela janela do quarto dela, desenrola o tapete mágico, e pegando a mão da garota, eles voam para o céu noturno. O vídeo termina com Mardones fazendo uma serenata para a garota enquanto eles se abraçam; a cena finalmente escurece quando eles se beijam.
Por muitos anos, o vídeo foi difícil de encontrar na íntegra, embora os clipes fossem apresentados em infomerciais para compilações do Time-Life Soft Rock.
Em 2 de julho de 2016, uma versão completa do vídeo foi enviada ao YouTube.

## Desempenho nas tabelas musicais
| Paradas (1980)                            | Melhor posição |
| ----------------------------------------- | -------------- |
| - (Canadian Singles Chart)                | 12             |
| Estados Unidos - (Billboard Hot 100)      | 11             |
| Nova Zelândia (New Zealand Singles Chart) | 29             |
| Paradas (1981)                            | Melhor posição |
| Austrália - (Australian Singles Chart)    | 19             |

## Samples
- Nick Kamen fez um cover da música para seu álbum de estreia de 1987, Nick Kamen.
- Em 1991, o cantor de reggae Junior Tucker teve um hit australiano nº 46 com a música, re-intitulada "16 (Into the Night)".
- Em 1992, o Harlem Yu de Taiwan lançou uma versão cover da música em seu álbum Harlem Music Station.
- Em 1995, o cantor australiano Peter Wilson lançou um cover da música como single.
- Em 1996, o grupo Fiji incluiu uma versão da música em seu álbum Born and Raised.
- Em 2010, Usher lançou sua própria versão, "Making Love (Into the Night)" em seu álbum, Raymond v. Raymond.